# Angat (rivière)
L’Angat, ou Bulacan, est une rivière des Philippines située dans la province de Bulacan, sur l'île de Luçon. Elle coule depuis la Sierra Madre jusque dans la baie de Manille. 

## Géographie
Trois barrages sont situés le long de la rivière, à savoir Angat, Ipo et Bustos. 
Le bassin versant de la rivière est de 1 085 km2.
L'Angat traverse ou longe les municipalités de Doña Remedios Trinidad, Norzagaray, Angat, Bustos, San Rafael, Baliuag, Plaridel, Pulilan, Calumpit, Paombong et Hagonoy. Elle rejoint la Pampanga à Calumpit via[pas clair] la Bagbag.

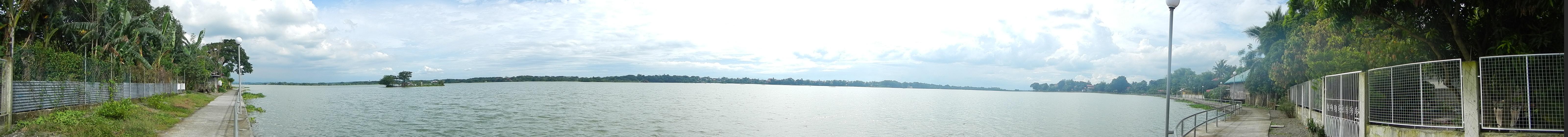
Panorama à 180° depuis San Rafael, montrant le lac créé par le barrage de Bustos (en).
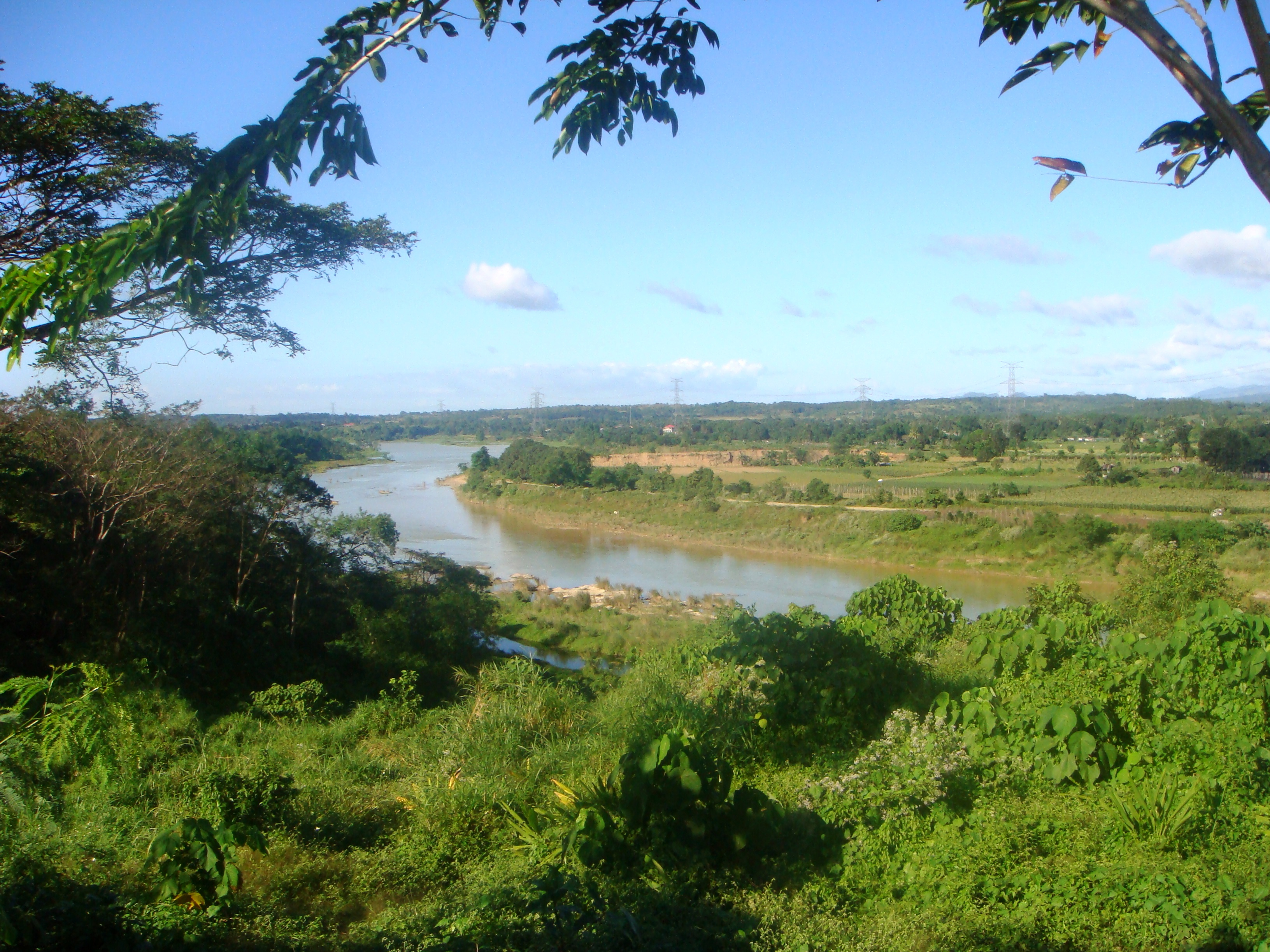
L'Angat vue depuis Angat.
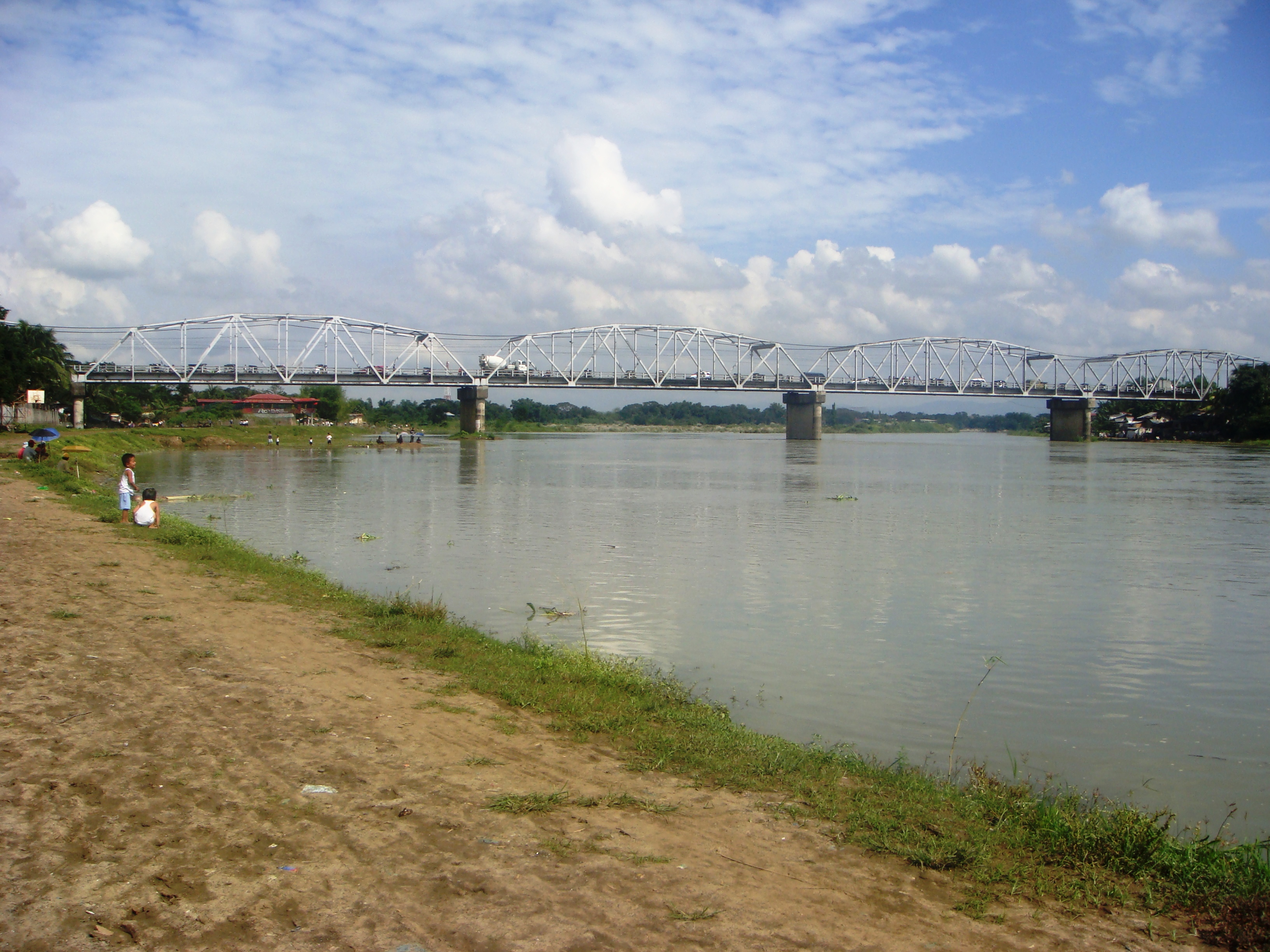
L'Angat et le pont Gen. Alejo S. Santos (entre Baliuag et Bustos).
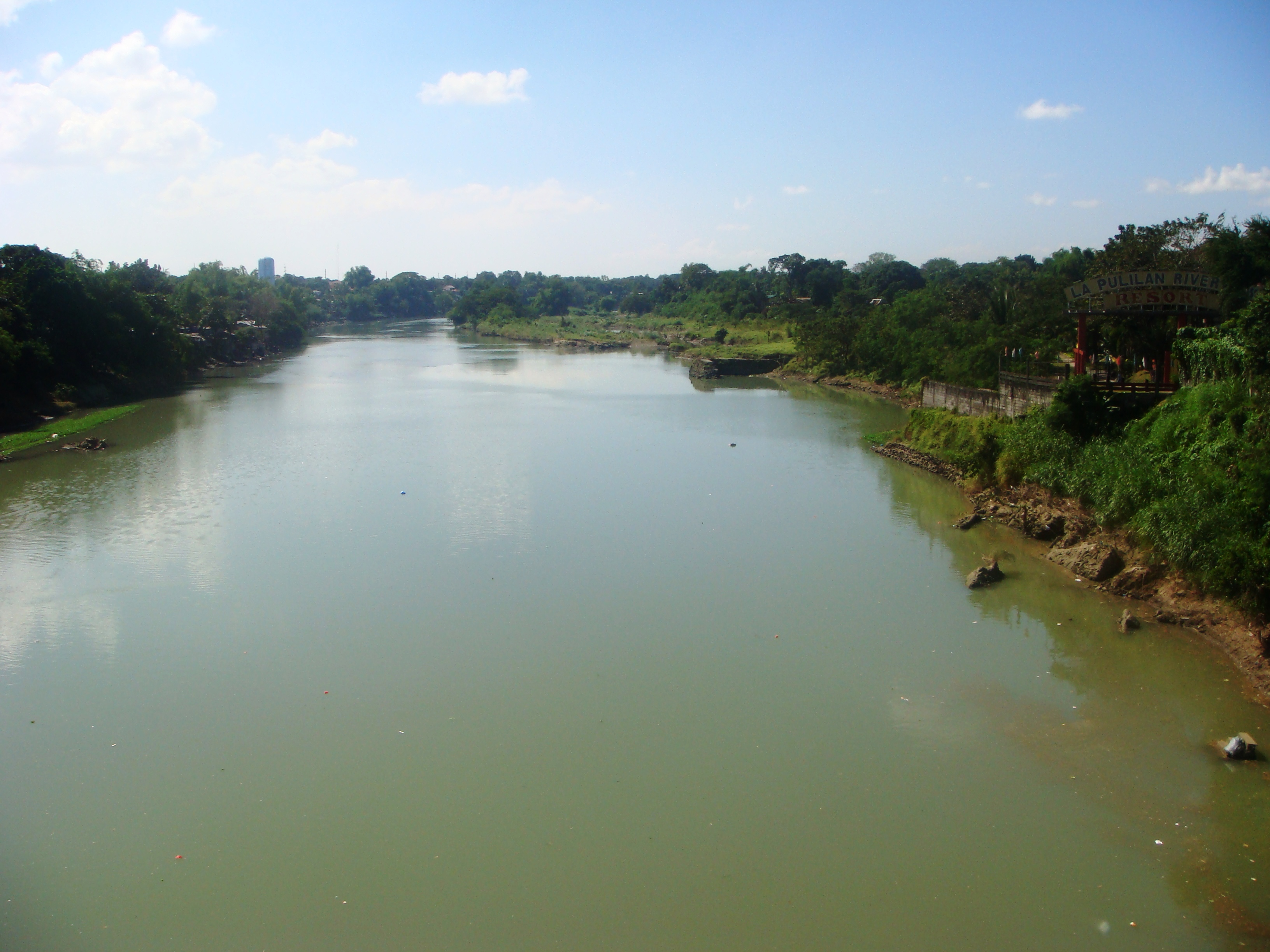
L'Angat vue depuis le pont Pulilan-Plaridel.